# Serhij Nazarenko
Serhij Jurijovič Nazarenko (in ucraino Сергій Юрійович Назаренко?; Kirovohrad, 16 febbraio 1980) è un allenatore di calcio ed ex calciatore ucraino, centrocampista.